# Anne Marie Carl Nielsen
Anne Marie Carl-Nielsen (døbt Anne Marie Brodersen 21. juni 1863 på Thygesminde i Sønder Stenderup ved Kolding, død 21. februar 1945 i København) var en dansk billedhugger.

## Liv

### Opvækst, familie, mindeord
Anne Marie Brodersen blev født i Sønder Stenderup ved Kolding som datter af proprietær Povl Julius Brodersen og Frederikke Johanne Kirstine Gylling. Hun voksede op på en gård, og kærligheden til dyrene blev et centralt element i hendes motivvalg som kunstner.
Hun fortæller selv om sin barndom: Jeg begyndte at modellere da jeg var 12 Aar, jeg gravede ler op i Køkkenhaven og den første Model jeg havde var et lille Lam jeg selv havde opdægget og som maatte finde sig i at staa Model. Mine Forældre morede sig over Ligheden men da jeg vilde lære noget saa blev det jo galt. Hun fortsætter: Min Moder maatte ogsaa sidde Model jeg prøvede at lave en Buste, den lignede forresten godt. Saa fik vi besøg af en Forretningsven Hr. Grimminger fra Rendsborg; han syntes, der maatte ligge et Talent, og bragte mig nogle Modeller, jeg skulle modellere efter, og saa syntes han mine var mere levende end Modellerne".
I 1891 indgik hun ægteskab med komponisten Carl Nielsen. Anne Marie Carl-Nielsen fik i sit ægteskab med Carl Nielsen tre børn: Irmelin Johanne, Anne Marie Telmányi og Hans Børge. Den mellemste datter blev maler. Der er udgivet flere bogværker om ægteparret Carl Nielsen og Anne Marie Carl-Nielsen.
Det blev et rigt liv, som det formede sig for Anne Marie Carl-Nielsen, både privat og kunstnerisk. Under rejsen til Paris 1889 mødte hun andre danske kunstnere, som studerede kunstsamlingerne i byen, herunder maleren og billedhuggeren J.F. Willumsen, og det udviklede sig til et livslangt kunstnerisk og personligt fællesskab.
Til mindeudstillingen for hende i Den Frie 1946 blev udgivet et katalog med tekster af maleren Elof Risebye og billedhuggeren Jørgen Gudmundsen-Holmgreen (en). Elof Risebyes store respekt for hende udtrykte han således: Hun havde gennem sin kunst besejret alle fordomme, og sad nu jævnbyrdig og ligestillet paa sin naturlige plads mellem de bedste af sine mandlige Kolleger. Tiden er gaaet stærkt, kunstnerisk og socialt, siden fru Carl-Nielsens ungdom, og nutiden vil have svært ved helt at forstaa den kamp, hun dengang maatte føre, som pige, at faa Lov til at blive kunstner - endda noget saa "mandligt" som billedhugger! Det var næsten som et Brud baade på sociale og moralske love - men der var [en] kriger i fru Carl-Nielsen og hun førte sin kamp igennem, paa trods af alt og alle. Nu er det blevet Historie, men den gang var det, for hende, bitter sandhed.

## Kunstnerisk virke

### Uddannelse
- 1880 tre måneders undervisning på maleren Christian Carl Magnussens Billedskærerskole i Slesvig
- 1882 fra efteråret undervisning hos billedhuggeren Agnes Lunn[8]
- 1882 Tegne- og Kunstindustriskolen for Kvinder, Charlotte Klein
- 1889-1890 elev på Kunstakademiets Kunstskole for Kvinder som elev af professor August Saabye

### Udstillinger
- 1884 debut på Charlottenborg Forårsudstilling
- 1888 Den Nordiske Landbrugs-, Industri- og Kunstudstilling i København
- 1889 Verdensudstillingen i Paris
- 1892 tilknyttet Den Frie Udstilling
- 1893 Verdensudstillingen i Chicago
- 1895 Kvindernes Udstilling fra Fortid og Nutid

- 1895 Kunstforeningen, København, separat
- 1910 Svenska Konstnärnas Förenings Adertonde Årsutställning, Stockholm
- 1911 Esposizione Internazionale di Roma, sammen med maleren Vilhelm Hammershøj og grafikeren Hans Nikolaj Hansen
- 1920 Kvindelige kunstneres Retrospektive Udstilling i Den Frie Udstillings Bygning
- 1930 Kunstforeningen, København, sammen med andre medlemmer af Kvindelige Kunstneres Samfund
- 1931 Den Frie Udstillings Bygning, separat
- 1943 Den Frie, retrospektiv udstilling
- 1946 Den Frie Udstilling - Mindeudstilling for Anne Marie Carl-Nielsen

### Udstillinger posthumt
- 1963 Charlottenborg, mindeudstilling
- 1995 Museet på Koldinghus
- 2013 Fyns Kunstmuseum særudstilling i anledning af 150-året for AMC-Ns fødsel
- 2013 Carl Nielsen Museet særophængning af AMC-Ns portrætter i anledning af 150-året for AMC-Ns fødsel
- 2021 Glyptoteket soloudstilling[9]
  - 2022 Ribe Kunstmuseum visning af soloudstillingen fra Glyptoteket[10]
  - 2022 Fuglsang Kunstmuseum visning af soloudstillingen fra Glyptoteket[11]

## Monumenter

### Dronning Dagmar
Som mange andre billedhuggere inspireredes Anne Marie Carl-Nielsen af tidens største billedhugger Auguste Rodin, som hun på et tidspunkt kontaktede. Rodin havde bemærket to kalveskulpturer, som var udstillet på Verdensudstillingen i Paris 1889, og han huskede hendes kalve under et besøg i København 1888 i forbindelse med den franske udstilling. Anne Marie Carl-Nielsen arbejdede i naturalistisk stil og mestrede i høj grad det monumentale format. En evne, hun udviklede i takt med, at udsmykningsopgaverne dukkede op.
En lokal komité i Ribe påbegyndte omkring 1910 indsamling til et "Dagmarminde" på Ribe Slotsbanke. I foråret 1911 præsenterede Anne Marie Carl-Nielsen sin modelskitse i gips på Ribe Stiftsmuseum og senere på Den Frie Udstilling i 1913. Monumentet blev indviet med store festligheder 24. august 1913.
Om billedhuggerens arbejde med Dronning Dagmar fortæller kunsthistorikeren Nina Høgh-Jensen: Da der kun findes ganske få vidnesbyrd om dronning Dagmar, måtte Anne Marie Carl-Nielsen tage udgangspunkt i sin egen forestilling om hende. Til modellen af Dagmar anvendte hun professionelle modeller, idet statuens positur fordrede en del styrke og beherskelse af balance. Bl.a. havde Anne Marie Carl-Nielsen anvendt en danserinde til at få gang i Dagmars skørter, for som hun selv bemærkede, var draperierne så uendelig svære at afbilde på nøjagtig vis. Dagmars ansigt blev modelleret efter Anna Bjerrum fra Jernved. Hvor stævnen viser Dagmars liv, der som dronning begynder i Ribe, afbilder soklen hendes alt for tidlige død. Relieffet viser, hvordan sorgen over tabet af hende breder sig. Fra kong Valdemar 2. Sejr, der alt for sent knæler ved hendes dødsleje, til den lille læsende pige, der på magtesløs vis forsøger at kalde hende til live ved at læse i Biblen, og videre til de tre kvinder i gråd. Monumentet rummer således modsætningsfyldte temaer om oprejsning og fald, myte og virkelighed, liv og død. Ligesom de græske myter, der både skulle være spændende og nære forstanden, bliver sagnet om Dagmar på forunderlig vis holdt i live og kødeliggjort af Anne Marie Carl-Nielsens skulptur. Her ses det naturalistiske udtryk og en stærk inspiration fra Louvres berømte statue af sejrsgudinden Nike fra Samothrake.

### Rytterstatuen til Christiansborg Ridebane
Anne Marie Carl-Nielsen vandt i 1908 en indbudt konkurrence om et nationalmonument for Christian IX. Arbejdet med monumentet til placering på Christiansborg Ridebane varede i omtrent 20 år, og indvielsen fandt sted den 15. november 1927 i overværelse af kongefamilien. Studierne til hest og rytter fandt sted på forskellige lokaliteter: i et kejserligt stutteri i Celle, hvorfra Christian IX fik sine hannoverranere, og senere i et stort pakhus ved Københavns Havn. For statuen modtog Anne Marie Carl-Nielsen medaljen Ingenio et arti af kong Christian X.
Anne Marie Carl-Nielsen arbejdede også på rytterstatuen i ateliererne i den tidligere Civiletatens Materialgård (en) Frederiksholms Kanal 28A i København, som overgik til at have status af æresbolig for professorerne fra Kunstakademiet fra 1771, hvor billedhuggeren Johannes Wiedewelt flyttede ind. Her fik hun fik mulighed for at leje bolig og atelierer af Kunstakademiet i 1915 og boede der sammen med familien resten af sit liv. Her udførte hun også arbejdet med monumentet for Carl Nielsen på Grønningen i 1939-1940.
Æresboligen som arbejdsplads havde stor betydning for Anne Marie Carl-Nielsen. Fra et møde i bestyrelsen for Kvindelige Kunstneres Samfund 18. april 1942 refereres i forhandlingsprotokollen: A.M.C.N beklagede at en stor høj Bygning var projekteret for Enden af Frederiksholms Kanal, den vilde ganske ødelægge Ateliererne, og det var det eneste Sted i Byen, hvor en Billedhugger havde saa megen Plads at en Hest kunde bruges som Model."
Hannoverranerhingsten Flingart blev model for hesten til Christian IX monumentet, og modellen for kongen blev Digeon de Monteton, general og baron, som havde samme kropsmål og statur som kongen og desuden red i samme stil. Anne Marie Carl-Nielsen beskrev sin skildring af kongefiguren: Kongen selv sidder rank og rolig, han er gammel og fuld af Viden, han holder Tøjlen med venstre Haand, den højre Arm hænger frit ned ... en Gentlemanrytter, der rider en Tur, og samtidig Kongen, den rolige Konge over det bølgende Folk [der på monumentudkastet figurerede neden under kongeskikkelsen] Han er ikke nogen fremadstormende Mand, men han følger med sit Folk, og hans Øjne ser frem i Tiden.
Med det færdiggjorte monument indtog Anne Marie Carl-Nielsen placeringen som den første kvindelige billedhugger i verden, der havde skabt et kongeligt ryttermonument. Det blev fejret på behørig vis efter den officielle festivitas. Kvindelige Kunstneres Samfund arrangerede festmiddag for hende, med laurbærkransning og festtaler. Forfatteren og kvindesagsforkæmperen Gyrithe Lemche sendte en hilsen efter festen, hvori det hed: Efter at have læst Aftenberlingeren, i hvis Referat af Afsløringen De er lige ved at forsvinde bag Bronzestøberen og Nationalkomiteens Herrer, trænger jeg at hilse og takke Dem som den Kvinde, der har gjort baade Deres Kunst og Deres Køn Ære og taget Livet af alle Mandfolkehypotheser om Kvindens manglende Skaberkraft.
Flere kunstnere har været i mesterlære hos Anne Marie Carl-Nielsen, heriblandt Ingrid Kjær og billedhuggeren Helen Schou 1923-1927. Det var netop de år, hvor Anne Marie Carl Nielsen var beskæftiget med rytterstatuen af Christian 9, og blandt den unge Helen Rées første opgaver var at kopiere en knyttet hånd, en afstøbning af Carl Nielsens hånd, der skulle benyttes til rytterstatuen. Helen Schou var blevet introduceret for Anne Marie Carl-Nielsen af billedhuggeren Agnes Lunn. Schou rejste i 1925 sammen med Nielsen-parret blandt andet gennem Tyskland til Menton i Frankrig og videre til Italien. Helen Schou mestrede i sit liv ligesom sin lærer arbejdet med de store rytterstatuer, fx Kong Christian 10 1955 i Aarhus og Den jyske hingst 1969 i Randers, og de to, Anne Marie Carl-Nielsen og Helen Schou, blev de eneste kvindelige danske billedhuggere, der fik denne mulighed. 

## Organisatorisk virke
Anne Marie Carl-Nielsen engagerede sig i moden alder i de kvindelige kunstneres kunstfaglige kamp. I 1916 var hun sammen med bl.a. maleren Marie Henriques og maleren og billedhuggeren Helvig Kinch medstifter og i front i stiftelsen af Kvindelige Kunstneres Samfund. Her arbejdede hun sammen med kunstnere som Ebba Carstensen, Olga Meisner Jensen, Agnes Lunn og Marie Sandholt.
Anne Marie Carl-Nielsen var bestyrelsesmedlem af foreningen 1916-1945. Her engagerede hun sig dybt i de faglige kampe, som omhandlede eksempelvis kønslig ulighed ved uddelingen af Akademiets stipendier, professorstillinger ved Kunstakademiet, indkøb til museer og opstilling af billedhuggerarbejder samt kvinders deltagelse i udstillinger i udlandet; men hun engagerede sig også i arrangementer for medlemmerne som koncerter og foredrag.
I 1918 stiftedes Kunstnernes Statsunderstøttede Croquisskole af kunstnerforeningerne Kvindelige Kunstneres Samfund (KKS), Malende Kunstneres Sammenslutning, Kunstnerforeningen af 18. November, Charlottenborgs Billedhuggere, Dansk Billedhuggersamfund, Billedhuggerforeningen og Grafisk Kunstnersamfund. Anne Marie Carl-Nielsen spillede sammen med maleren Marie Henriques en afgørende rolle for at få samlet kunstnerforeningerne om oprettelsen af en croquisskole efter principperne i skolerne i Paris.
- 1912-1945 medlem af Akademiet
- 1912-1914 medlem af Akademirådet
- 1908-1921 medlem af Akademiets Plenarforsamling

### Mindepladen
På initiativ af Kvindelige Kunstneres Samfund afsløredes på Anne Marie Carl-Nielsens 100-års fødselsdag 21. juni 2013 en mindeplade for hende på facaden af ejendommen Frederiksholms Kanal 28A. På ejendommen havde Carl Nielsen Selskabet i 1991 allerede opsat en mindeplade til ære for hendes ægtefælle, komponisten Carl Nielsen. Ejendommens bolig og fire atelier blev i 1915 tildelt Anne Marie Carl-Nielsen i en periode, hvor Kunstakademiets professorer ikke benyttede den. I ateliererne udførte hun blandt andet de to store monumenter Chr. IX´ rytterstatue på Christiansborg Ridebane og Monumentet for Carl Nielsen på Grønningen. Hun blev boende i ejendommen til sin død i 1945.

## Rejser og udlandsophold
- Holland, Belgien, Paris 1889;
- Paris vinteren 1890-91;
- Italien (Rom, Napoli, Pompeji, Palermo, Selinunt, Montreale, tilbage over Orvieto, Siena, Firenze, Ravenna, Mantua og Verona) dec. 1899-juni 1900;
- Athen og Konstantinopel 1903;
- Grækenland (Athen) efterår 1904-forår 1905;
- Grækenland og Egypten 1928.

## Stipendier og udmærkelser
- Den Neuhausenske Præmie, 1887 og 1907
- Bronzemedalje på Verdensudstillingen i Paris 1889
- Akademiets rejsestipendium 1890, 1894-95, 1897, 1899
- Kaufmann 1899
- Det anckerske Legat 1903
- Den Raben-Levetzauske Fond 1904
- Guldmedalje, Dresden 1904
- Tagea Brandts Rejselegat 1926
- Ingenio et arti 1927
- Thorvaldsen Medaillen 1932
- Sociétaire de Salon des beaux arts, Paris 1933
- Æresmedlem af Dansk Billedhuggersamfund 1943

## Værker
Anne Marie Carl Nielsens signatur er som oftest: AMCN, AMC-N f. B eller Anne Marie Carl-Nielsen f. Brodersen.
Ud af ca. 1000 værker i skulpturel form og dertil ca. 750 tegnede skitser kan nævnes:
- Rytterstatuen af Christian IX på Christiansborg Ridebane er udført af AMCN og opstillet i 1928. Monumentet var hendes største opgave, som hun fik efter en konkurrence i 1908, og efter 20 års intenst arbejde med studier og valg af hestetype blev statens tredje rytterstatue afsløret, 22 år efter kongens død.
- En lugekone, 1905
- Portrætbuste af komponisten Carl Nielsen, 1930-1931
- Den lille pige med svovlstikkerne, 1936
- Fløjtespilleren, 1878-1945
- En kalv, der slikker sig, 1887
- En kalv, der klør sig bag øret, 1887
- Kentaurdreng, 1902
- Kalkun, 1910-1911
- Monument for dronning Dagmar, Ribe Slotsbanke, ca. 1913-1914
- Havfrue, 1921; en kopi har siden 2009 kunnet ses på Københavns havnefront ved Den Sorte Diamant [33][34]
- Hestehoved, 1924
- Et frysende føl, 1887
- Tyr, der sparker sand op, 1896
- Kåde tyre, 1898
- Nyfødt kalv, der prøver at rejse sig, 1909
- Nyklippet får, 1878-1937
- Gående hedefår, ca. 1903
- Nyfødt lam, 1924
- Kat med rotte, 1883
- Stående tyr, 1896
- En dame på sin yndlingshest. Frederikke Lørup, f. Helms, ca. 1899
- Dreng, der støtter hænderne mod de bøjede knæ, 1878-1945
- Kalkun, 1878-1917
- Sønnetabet, 1889-1899
- Kain, 1903
- Portrætbuste af I.F.V. Boas, 1919
- Portrætbuste af kammersanger Niels Juel Simonsen, 1905
- Gravmæle over fru Rønneberg, 1878-1919
- Thor i kamp med Midgårdsormen, 1887
- Relief til Dronning Dagmar-monumentet, 1914
- Skitse til Dronning Dagmar-monumentet, 1910
- En ung kentauer, 1878-1919
- Fisker fra Hanstholm, 1910
- Portrætmedaljon af billedhuggeren Agnes Lunn, 1878-1919
- Egill Skallagrimsson med sin søns lig, 1889
- Tandlæge A.M.G. Friis, Kolding, 1923
- Lazarus' opvækkelse, over hovedindgangen til Kristkirken i Kolding, 1927
- Posthumt: Rytterstatue af dronning Margrete 1. opstillet 2006 i Roskilde over for RO's Torv

## Galleri
| - Statuetter, figuriner af Anne Marie Carl-Nielsen - Kat med rotte, 1883 - En kalv, der klør sig bag øret, 1887 - Et frysende føl, 1887 - Tyr, der sparker sand op, 1896 - Stående tyr, 1896 - Kåde tyre, 1898 - Kentaurdreng, 1902 - Gående hedefår, ca. 1903 - Kalkun, 1910-11 - Nyfødt kalv, der prøver at rejse sig, 1909 - Nyfødt lam, 1924 - Nyklippet får, uklar datering |

| - Dørgreb til Ribe Domkirke |

| - Tegninger af Anne Marie Carl-Nielsen - Carl Nielsens hænder, ca. 1929 - Lille Marens hånd, 1938 - Studieblad med knælende mand og stående dreng |

| - Andre værker Anne Marie Carl-Nielsen - Musikkens Genius Carl Nielsen Memorial. Grønningen - Anne Marie Carl-Nielsen med Musikkens Genius, “på den vingede Hest, Poesiens evige Symbol” - Dronning Margrete 1., statue, bronze på granit, 2006, Roskilde. - Havfruen på Christians Brygge - Havfruen på Statens Museum for Kunst |